# Белозубка Грассе
Белозубка Грассе (Crocidura grassei) — вид млекопитающих рода Белозубки семейства Землеройковые. Видовое название дано в честь французского зоолога Пьера-Поля Грассе (1895—1985). Эндемик экваториальной Африки: Габон, Камерун, ЦАР, Экваториальная Гвинея. Возможно нахождение в Конго. Встречаются в низинных первичных влажных тропических лесах. Охраняются в Национальном парке Parque Nacional de Monte Alen в Экваториальной Гвинее. Включены в «Международную Красную книгу» (англ. IUCN Red List of Threatened Animals) МСОП.